# Rio Branco Esporte Clube (Roraima)
O Rio Branco Esporte Clube foi um clube de futebol da cidade de Boa Vista, Roraima.

## História
O Rio Branco Esporte Clube foi fundado em 24 de julho de 1920 com o nome de Rio Branco Sport Club. Sua fundação ocorreu na Vila de Boa Vista do Rio Branco, que na época pertencia ao Estado do Amazonas
Nos anos 1920, o clube disputou o Campeonato Municipal de Boa Vista do Rio Branco, onde sagrou-se campeão em 1924 ou em 1925. Um dos seus principais rivais era o Boa Vista Sport Club.
Com a criação da Federação Riobranquense de Desportos em 1948, se tornou um dos clubes filiados.
Em 1952, sagrou-se campeão do Campeonato Territorial do Território Federal do Rio Branco.

## Títulos
- Campeonato Roraimense de Futebol: 1 vez (1952)
- Campeonato Municipal da Vila de Boa Vista do Rio Branco: 1 (1924 ou 1925)
- Torneio Comemorativo ao Aniversário do Rio Branco Esporte Clube: 1 (1954)